# مترو مانيلا
مانيلا الكبرى أو العاصمة مانيلا (غالبًا ما يتم اختصارها إلى مترو مانيلا؛ الفلبينية: كالاكانغ ماينيلا) ، رسمياً منطقة العاصمة الوطنية (NCR) ، هي مقر الحكومة وواحدة من المناطق الحضرية الثلاثة المحددة في الفلبين. وهي تتألف من 16 مدينة هي: مدينة مانيلا، وكيزون سيتي، وكالوكان، ولاس بينياس، وماكاتي، ومالابون، وماندالويونغ، وماريكينا، ومونتينلوبا، و Navotas ، و Parañaque ، و Pasay ، و Pasig ، و San Juan ، و Taguig ، و Valenzuela ، وكذلك بلدية باتيروس.